# マルコス・ロホ
マルコス・ロホ (Marcos Rojo) こと、ファウスティーノ・マルコス・アルベルト・ロホ（Faustino Marcos Alberto Rojo, 1990年3月20日 - ）は、アルゼンチン・ブエノスアイレス州ラ・プラタ出身のサッカー選手。ボカ・ジュニアーズ所属。ポジションはディフェンダー。
地元のクラブであるエストゥディアンテスでキャリアを始め、2009年にはコパ・リベルタドーレスを制し、FIFAクラブワールドカップの決勝に出場した。スパルタク・モスクワに短期間所属した後、2012年にスポルティングCPに加入した。2014年に1,600万ポンドの移籍金でマンチェスター・ユナイテッドに移籍が決定した。
2011年にアルゼンチン代表デビューを飾り、これまで35キャップ以上を記録している。2014 FIFAワールドカップに出場し、決勝トーナメントに進出したチームから選出されるベストイレブンに決勝まで勝ち上がったアルゼンチン代表から唯一選出された。

## クラブ経歴

### エストゥディアンテス
ラ・プラタで生まれ育ったロホは、10歳の時に地元のエストゥディアンテスに加入した。
2009年にトップチームに昇格し、クラブとプロ契約を結んだ。エストゥディアンテスには3シーズン所属し、リーグ戦43試合の出場で3ゴールを記録した。FIFAクラブワールドカップ2009では延長戦から交代で出場したが、1-2でFCバルセロナに敗れた。
エストゥディアンテスでは多くの試合に左サイドバックとして出場し、コパ・リベルタドーレスとプリメーラ・ディビシオンで優勝を経験した。

### スパルタク・モスクワ

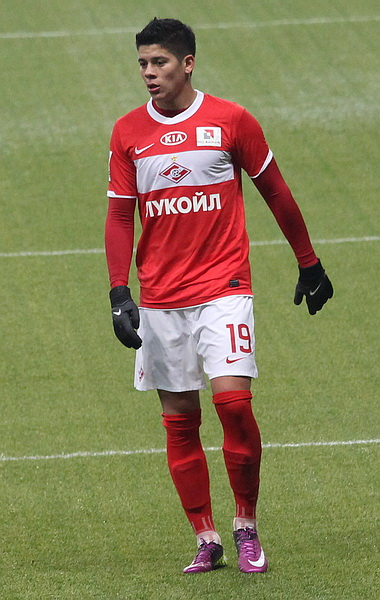
スパルタク・モスクワでプレイするロホ (2011年3月)

2010年12月、ロホはスパルタク・モスクワと5年間の契約を結んだ。スパルタク・モスクワでは2011年4月20日に行われ、2-1で勝利したロシア・カップ準々決勝のクラスノダール戦で唯一のゴールを挙げた。

### スポルティングCP
2012年7月、スポルティングCPへ350万ポンドの移籍金で移籍が決定し、ロホは4年間の契約を結んだ。2012年8月19日に行われ、0-0で引き分けたヴィトーリア・ギマランイス戦でデビューを果たし、その試合ではイエローカードを提示された。2012年10月7日に行われたFCポルト戦では3分間で2枚のイエローカードを提示され、スポルティングで初となる退場処分を受け、チームも0-2で敗れた。2013年4月28日に行われたナシオナル戦で初ゴールを記録し、チームも2-1で勝利を挙げた。1年目のシーズンは左サイドバックで出場することもあったが、多くの試合でセンターバックを務めた。チームは近年の中では悪い成績である7位でシーズンを終えた。
2013-14シーズンは第2節のアカデミカ・コインブラ戦でシーズン初ゴールを記録し、チームも4-0で勝利を挙げた。2014年4月19日に行われたベレネンセス戦では退場処分を受けたがチームは1-0で勝利を挙げた。ロホはシーズンで6ゴールを記録し、チームも準優勝と良い成績を残した。2014年8月13日、マンチェスター・ユナイテッドへ移籍を希望するロホは練習に参加することを拒否したと報じられた。スポルティングの会長であったブルーノ・デ・カルバーリョは後にロホの所有権を有する第3者がロホを移籍させるよう圧力をかけてきたことを明かした。

### マンチェスター・ユナイテッド
2014年8月19日、スポルティングとマンチェスター・ユナイテッドは2,000万ユーロ（1,600万ポンド）の移籍金でロホの移籍について合意し、翌日にロホはクラブと5年間の契約を結び、ナニが1シーズンのローンでスポルティングに加入することが発表された。ロホは今回の移籍について、マンチェスター・ユナイテッドでプレイするという夢が叶ったと述べた。
2010年にアルゼンチンで隣人と口論をしたとされる係争中の刑事告発の影響で労働許可証の取得に時間がかかり、ロホは開幕から3試合に出場することができなかった。9月4日に英国国境局から労働許可証が発給され、9月14日に行われ、4-0で勝利したクイーンズ・パーク・レンジャーズ戦でデビューを果たした。11月2日に行われたマンチェスター・ダービーではマルティン・デミチェリスのタックルにより肩を負傷したため、担架で運び出された。肩の脱臼であることが明らかとなり、ジョニー・エヴァンズとフィル・ジョーンズとともにクラブのディフェンスラインの負傷者リストに名を連ねることとなった。
2015年2月3日に行われ、3-0で勝利したFAカップ4回戦の再試合であるケンブリッジ・ユナイテッド戦でヘディングにより初ゴールを記録し、チームも3-0で勝利を挙げた。
2016-17シーズンにジョゼ・モウリーニョが監督に就任すると同シーズンはリーグ戦21試合に出場する。
しかし2017-18シーズンよりモウリーニョがヴィクトル・リンデロフやエリック・バイリーら若手を優先的に起用したほか、自身の怪我の影響もあったため出場機会を大幅に減らす。2018年3月にはユナイテッドとの契約を2021年まで延長したが、翌シーズンもその状況は変わらず、監督がオーレ・グンナー・スールシャールに交代した後も同じだった。シーズン終了後にはエヴァートンFCやフェネルバフチェSKが関心を示すも、どれも交渉が最後までまとまらなかった。
2020年1月30日、エストゥディアンテスにレンタル移籍した。

### ボカ・ジュニアーズ
2021年2月2日、ボカ・ジュニアーズと契約。母国復帰となった。

## 代表経歴

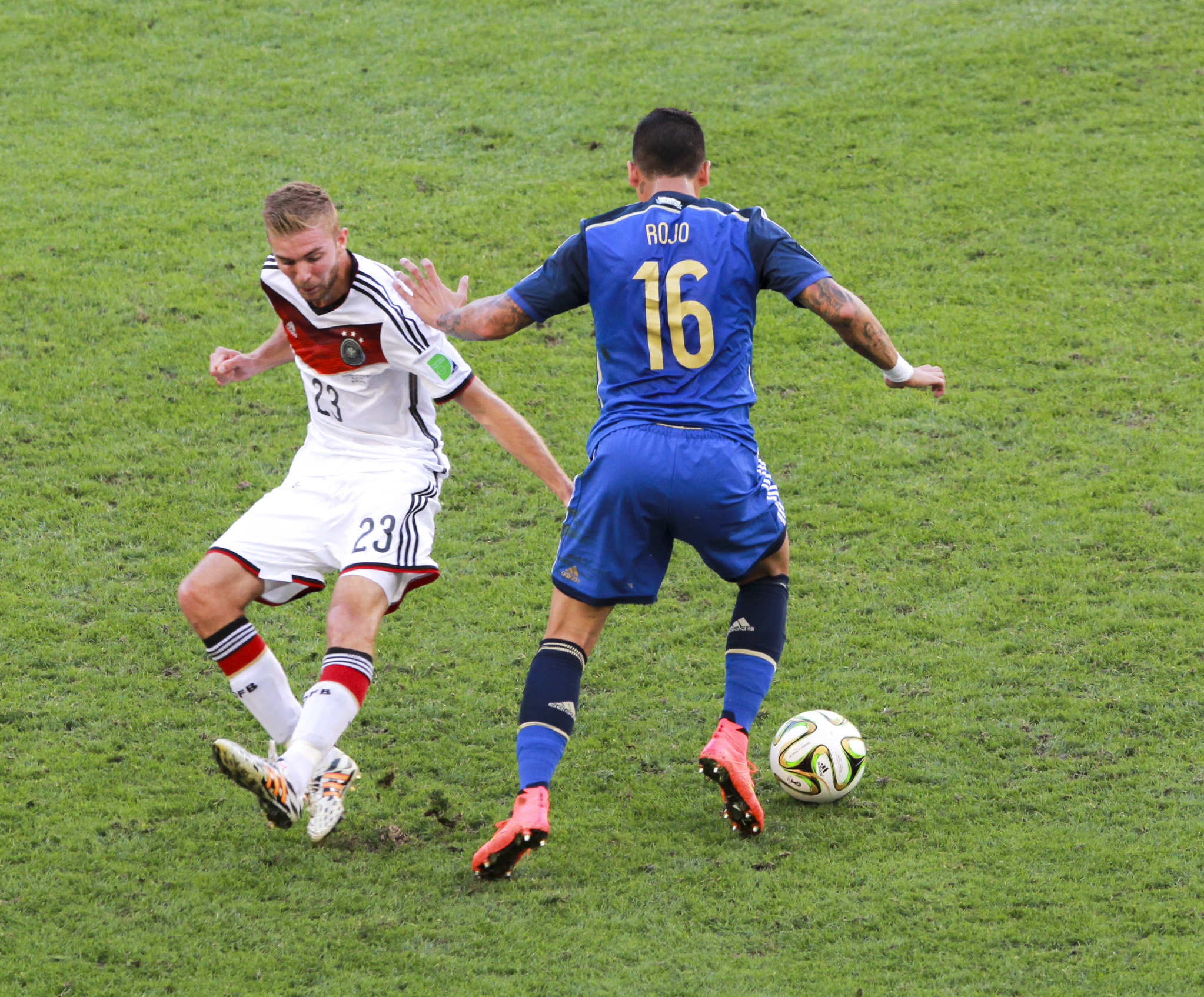
2014 FIFAワールドカップ決勝でクリストフ・クラマー (左) をドリブルで交わすロホ (右)

2011年2月9日に行われ、2-1で勝利したポルトガル代表戦でA代表デビューを飾った。自国で開催されたコパ・アメリカ2011のメンバーに選ばれ、2011年7月2日に行われた開幕戦のボリビア代表戦に出場したが、準々決勝に進出したアルゼンチン代表において、2戦目以降はハビエル・サネッティが左サイドバックのポジションを務めた。
2014 FIFAワールドカップのメンバーに選ばれ、初戦のボスニア・ヘルツェゴビナ代表戦に出場し、ワールドカップデビューを果たした。グループリーグ3戦目のナイジェリア代表戦では3-2となる決勝ゴールを挙げ、代表初ゴールを記録した。アルゼンチン代表はドイツ代表との決勝に進出し、ロホはアルゼンチン代表から決勝トーナメント進出チームから選出されるカストロール・インデックスによるベストイレブンに唯一選ばれた。
ヘラルド・マルティーノにより、コパ・アメリカ2015のメンバーに選出された。ゴールレスでPK戦に突入した準々決勝のコロンビア代表戦でロホはPKを失敗してしまったが、チームは準決勝進出を決めた。6-1で勝利した準決勝のパラグアイ代表戦では先制ゴールを挙げ、チームの決勝進出に貢献した。
2018 FIFAワールドカップ1次リーグナイジェリア戦では決勝ゴールを決め、アルゼンチンの決勝トーナメント進出に大きく貢献。

## プレースタイル
『フォーフォーツー』によると、スポルティングでの1年目はいくつかのポジション取りのミスやタイミングの悪いタックルが見られ、2年目も自身のスピードに助けられている面があったことから、センターバックより左サイドバックが適正なポジションではないかと考えられていた。また、ファウルが多い点は気になるものの、空中戦の強さについて言及している。
センターバックと左サイドバックに加えウイングも務めることができ、ルイ・ファン・ハールが好んだ3-5-2フォーメーションのウイングバックとして適任であると考えられた。

## パーソナルライフ
ポルトガルを拠点に活動する下着モデルのエウヘニア・ルサルドと結婚し、娘を儲けている。
複数のタトゥーを体に入れており、両腿にはそれぞれ「プライド」と「栄光」を意味する言葉が彫られている。
2014年の12月にクラブで出会った女性と関係を持ったが、ロホは彼女からの脅迫状に対して裁判所に訴え、新聞社に対してこのことについて自分の名前を出さないよう禁止令を出すよう求めた。複数のサッカー選手が関係している疑いが出たため、2015年4月にロホの名前を出してはいけないという禁止令が解かれたが、その件に関してロホの写真を使用することについては引き続き禁止された。

## 個人成績

### クラブでの成績
2023年1月23日現在.
| 所属クラブ           | シーズン     | リーグ                     | リーグ | リーグ | 国内カップ | 国内カップ | リーグカップ | リーグカップ | 大陸選手権 | 大陸選手権 | その他 | その他 | 合計 | 合計 |
| 所属クラブ           | シーズン     | ディヴィジョン             | 出場   | 得点   | 出場       | 得点       | 出場         | 得点         | 出場       | 得点       | 出場   | 得点   | 出場 | 得点 |
| -------------------- | ------------ | -------------------------- | ------ | ------ | ---------- | ---------- | ------------ | ------------ | ---------- | ---------- | ------ | ------ | ---- | ---- |
| エストゥディアンテス | 2008-09      | プリメーラ                 | 6      | 1      | 0          | 0          | —            | —            | 1          | 0          | —      | —      | 7    | 1    |
| エストゥディアンテス | 2009-10      | プリメーラ                 | 18     | 0      | 0          | 0          | —            | —            | 6          | 0          | 1      | 0      | 25   | 0    |
| エストゥディアンテス | 2010-11      | プリメーラ                 | 19     | 2      | 0          | 0          | —            | —            | 0          | 0          | 2      | 1      | 21   | 3    |
| エストゥディアンテス | 合計         | 合計                       | 43     | 3      | 0          | 0          | —            | —            | 7          | 0          | 3      | 1      | 53   | 4    |
| スパルタク・モスクワ | 2010-11      | ロシア・プレミアリーグ     | 0      | 0      | 2          | 1          | —            | —            | 5          | 0          | 0      | 0      | 7    | 1    |
| スパルタク・モスクワ | 2011-12      | ロシア・プレミアリーグ     | 8      | 0      | 1          | 0          | —            | —            | 1          | 0          | 0      | 0      | 10   | 0    |
| スパルタク・モスクワ | 合計         | 合計                       | 8      | 0      | 3          | 1          | —            | —            | 6          | 0          | 0      | 0      | 17   | 1    |
| スポルティングCP     | 2012-13      | プリメイラ・リーガ         | 24     | 1      | 0          | 0          | 2            | 0            | 7          | 0          | —      | —      | 33   | 1    |
| スポルティングCP     | 2013-14      | プリメイラ・リーガ         | 25     | 4      | 1          | 0          | 2            | 1            | —          | —          | —      | —      | 28   | 5    |
| スポルティングCP     | 合計         | 合計                       | 49     | 5      | 1          | 0          | 4            | 1            | 7          | 0          | 0      | 0      | 61   | 6    |
| マンチェスター・U    | 2014-15      | プレミアリーグ             | 22     | 0      | 4          | 1          | —            | —            | —          | —          | —      | —      | 26   | 1    |
| マンチェスター・U    | 2015-16      | プレミアリーグ             | 16     | 0      | 4          | 0          | 1            | 0            | 7          | 0          | —      | —      | 28   | 0    |
| マンチェスター・U    | 2016-17      | プレミアリーグ             | 21     | 1      | 4          | 0          | 5            | 0            | 10         | 0          | 1      | 0      | 41   | 1    |
| マンチェスター・U    | 2017-18      | プレミアリーグ             | 9      | 0      | 1          | 0          | 1            | 0            | 1          | 0          | —      | —      | 12   | 0    |
| マンチェスター・U    | 2018-19      | プレミアリーグ             | 5      | 0      | 0          | 0          | —            | —            | 1          | 0          | —      | —      | 6    | 0    |
| マンチェスター・U    | 2019-20      | プレミアリーグ             | 3      | 0      | —          | —          | 2            | 0            | 4          | 0          | —      | —      | 9    | 0    |
| マンチェスター・U    | 合計         | 合計                       | 76     | 1      | 13         | 1          | 9            | 0            | 23         | 0          | 1      | 0      | 122  | 2    |
| エストゥディアンテス | 2019         | リーガ・プロフェッショナル | 1      | 0      | —          | —          | —            | —            | —          | —          | —      | —      | 1    | 0    |
| エストゥディアンテス | 合計         | 合計                       | 1      | 0      | —          | —          | —            | —            | —          | —          | —      | —      | 1    | 0    |
| ボカ・ジュニアーズ   | 2020         | リーガ・プロフェッショナル | —      | —      | 4          | 0          | —            | —            | —          | —          | —      | —      | 4    | 0    |
| ボカ・ジュニアーズ   | 2021         | リーガ・プロフェッショナル | 23     | 1      | —          | —          | —            | —            | 3          | 0          | —      | —      | 26   | 1    |
| ボカ・ジュニアーズ   | 2022         | リーガ・プロフェッショナル | 26     | 5      | —          | —          | —            | —            | 3          | 0          | —      | —      | 29   | 5    |
| ボカ・ジュニアーズ   | 合計         | 合計                       | 49     | 6      | 4          | 0          | —            | —            | 6          | 0          | —      | —      | 59   | 6    |
| キャリア合計         | キャリア合計 | キャリア合計               | 226    | 15     | 21         | 2          | 13           | 1            | 49         | 0          | 4      | 1      | 313  | 19   |

1. ↑  アルゼンチン - コパ・アルヘンティーナ、ロシア - ロシア・カップ、ポルトガル - タッサ・デ・ポルトガル、イングランド - FAカップ
2. ↑  ポルトガル - タッサ・ダ・リーガ、イングランド - リーグカップ
3. 1 2 3  コパ・リベルタドーレス
4. ↑  5試合はコパ・リベルタドーレスの出場試合数、1試合はコパ・スダメリカーナの出場試合数
5. ↑  FIFAクラブワールドカップ
6. ↑  レコパ・スダメリカーナ
7. 1 2 3 4 5  UEFAヨーロッパリーグ
8. ↑  3試合はELの出場試合数、4試合はCLの出場試合数
9. ↑  FAコミュニティ・シールド
10. 1 2  UEFAチャンピオンズリーグ
11. ↑  新型コロナウイルスの影響で延期したため、2020シーズンは2021年3月から12月にかけて開催された

## 代表歴

### 出場大会
- アルゼンチン代表
  - 2014 FIFAワールドカップ
  - 2018 FIFAワールドカップ

### 試合数
- 国際Aマッチ 61試合 3得点（2011年-2019年）[37]

| アルゼンチン代表 | 国際Aマッチ | 国際Aマッチ |
| 年               | 出場        | 得点        |
| ---------------- | ----------- | ----------- |
| 2011             | 9           | 0           |
| 2012             | 5           | 0           |
| 2013             | 5           | 0           |
| 2014             | 11          | 1           |
| 2015             | 11          | 1           |
| 2016             | 11          | 0           |
| 2017             | 2           | 0           |
| 2018             | 5           | 1           |
| 2019             | 2           | 0           |
| 通算             | 61          | 3           |

### 得点
| #  | 開催日        | 開催地                                       | 対戦国       | スコア | 結果 | 試合概要                           |
| -- | ------------- | -------------------------------------------- | ------------ | ------ | ---- | ---------------------------------- |
| 1. | 2014年6月25日 | エスタジオ・ベイラ＝リオ                     | ナイジェリア | 3-2    | 3-2  | 2014 FIFAワールドカップ・グループF |
| 2. | 2015年6月30日 | エスタディオ・ムニシパル・デ・コンセプシオン | パラグアイ   | 1-0    | 6-1  | コパ・アメリカ2015・準決勝         |
| 3. | 2018年6月26日 | ガスプロム・アリーナ                         | ナイジェリア | 2-1    | 2-1  | 2018 FIFAワールドカップ・グループD |

## 獲得タイトル

### クラブ
エストゥディアンテス
- コパ・リベルタドーレス：2009
- プリメーラ・ディビシオン：2010-11A

マンチェスター・ユナイテッド
- FAカップ：2015-16
- FAコミュニティ・シールド：2016
- フットボールリーグカップ：2016-17
- UEFAヨーロッパリーグ：2016-17

### 個人
- FIFAワールドカップ ベストイレブン：2014